# الاشتراكية في كندا

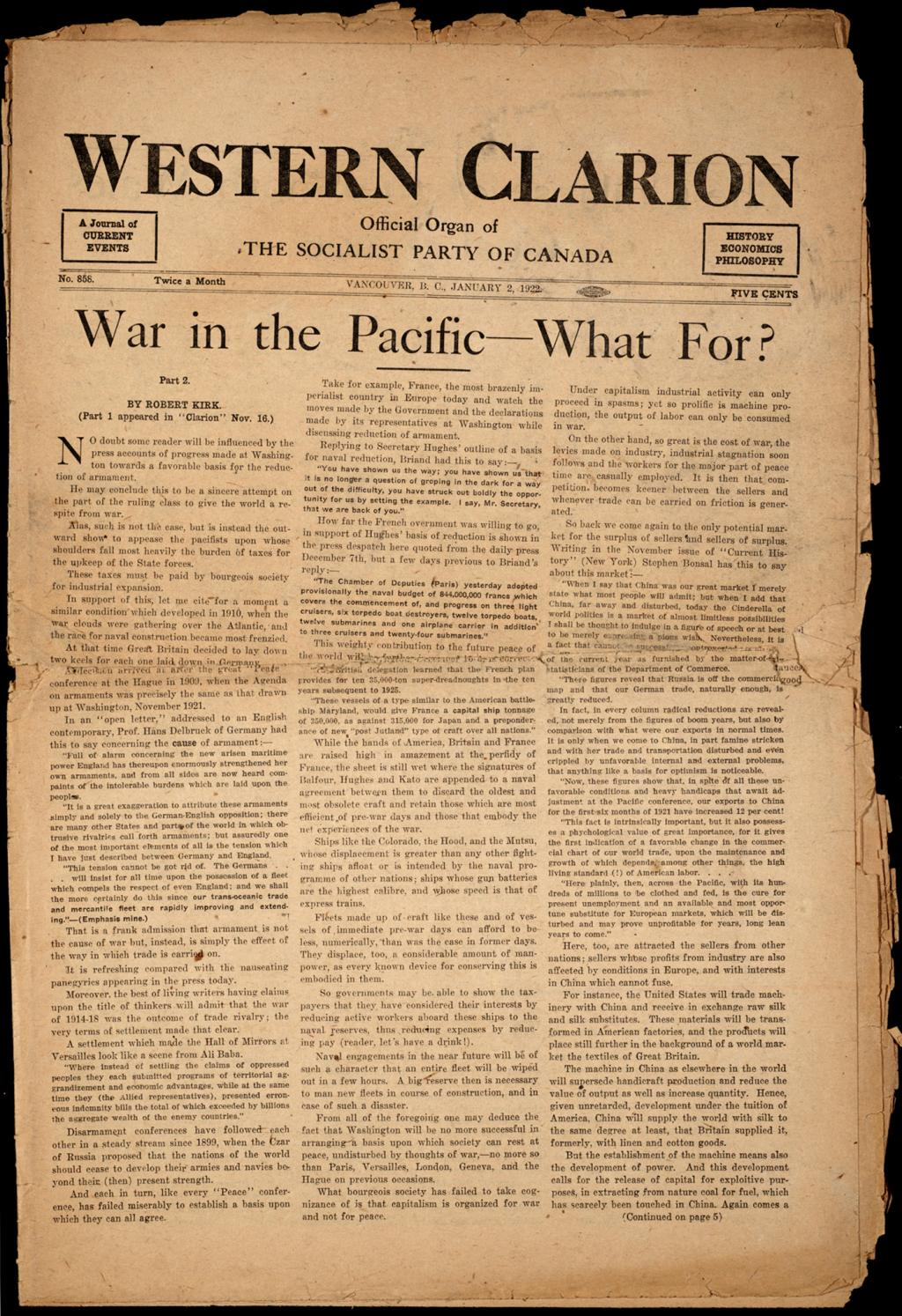
صورة من غلاف صحيفة ويسترن كلاريون التابعة للحزب الإشتراكي في كندا

للاشتراكية في كندا تاريخ طويل، فهي تُمثِل القوة السياسية في كندا بجانب السياسة المحافظة والليبرالية.
انتشرت الحركة الاشتراكية الكندية بقوة في أيامها الأولى في غرب كندا. كما شُكل حزب العمل الاشتراكي في عام 1898 في مدينة فانكوفر، والحزب الاشتراكي في كولومبيا البريطانية في عام 1901. وكان الحزب الاشتراكي في كندا هو أول حزب اشتراكي كندي لديه أساس واسع النطاق، وأسس عام 1904. عزز إضراب وينيبيغ العام (1919) والكساد الكبير (1929- 1939) الاشتراكية في كندا. تأسس الحزب الشيوعي الكندي عام 1920، ويُعتبر أنه أقدم حزب اشتراكي نَشِط في كندا وثاني أقدم حزب سياسي نَشِط في كندا.
تأسس اتحاد الكومنولث التعاوني، في عام 1932، كحزب اشتراكي زراعي. وكان أول برنامج لهذا الاتحاد هو ريچينا مانيفستو الذي اعتمد في عام 1930. كما حظي الاتحاد بشعبية بين العمال في الثلاثينات. وشكل جناح ساسكاتشوان، التابع للحزب في عام 1944، أول حكومة اشتراكية في حزب كندي وبقي في السلطة حتى 1964.
تأسس الحزب الديمقراطي الجديد، في عام 1961، كدمج بين اتحاد الكومنولث التعاوني ومصالح مؤتمر العمل الكندي. وانتخب تومي دوجلاس -رئيس وزراء الاتحاد لفترة طويلة- ليكون أول رئيس للحزب في ساسكاتشوان، وذلك في نهاية المؤتمر التأسيسي الذي استمر لمدة خمسة أيام. وبالإضافة إلى ذلك فقد وضعت مبادئ هذا المؤتمر وسياسته وهيكله مُسبقًا. وعلى الرغم من عدم فوز الحزب الديمقراطي الجديد مسبقًا في انتخابات الاتحاد، تولت أجنحة الحزب الإقليمية سلطة ست مقاطعات من ضمن عشرة مقاطعات منذ تأسيسه. كما وصف الحزب الديمقراطي الجديد نفسه في ديباجة الدستور بأنه حزب اشتراكي. منذ عام 2013، ينص دستور الحزب على أن الديمقراطية الاجتماعية والديمقراطية الاشتراكية لديهم تأثيرات على الحزب.